# TGV Sud-Est
TGV Sud-Est (с фр. — «Юго-Восток (Франции)») или сокращённо TGV PSE (Paris — Sud-Est) — серия французских высокоскоростных электропоездов первого поколения. Их конструкционная скорость составляет 270 км/ч. С 1978 года было выпущено 107 электропоездов двух разновидностей, большая часть из которых была двухсистемными — предназначенными для эксплуатации на постоянном токе напряжением 1,5 кВ и на переменном токе напряжением 25 кВ и частотой 50 Гц. Девять составов, предназначенных для обслуживания рейсов в Швейцарию, были построены трехсистемными и имели возможность работать также на переменном токе напряжением 15 кВ и частотой 16 2/3 Гц.

## Эксплуатация
Электропоезда TGV PSE прежде всего начали работать на открывшейся в 1980 году высокоскоростной магистрали LGV Sud-Est. В июне 2001 года была открыта магистраль LGV Mediterranee, для эксплуатации на которой большинство составов подвергли модернизации, благодаря которой конструкционная скорость достигла 300 км/ч. Часть электропоездов, используемых на сравнительно коротких маршрутах, таких как рейсы в Швейцарию через Дижон, где сокращение времени поездки за счёт повышения конструкционной скорости было сочтено нецелесообразным, сохранили конструкционную скорость 270 км/ч.
Изначально поезда серии были окрашены в ярко-оранжевый цвет, но впоследствии большинство составов сменило окрас кузова на серебристый и серый, что сделало их более похожими на поезда более поздней серии TGV-A.

## Рекорд скорости 1981 года

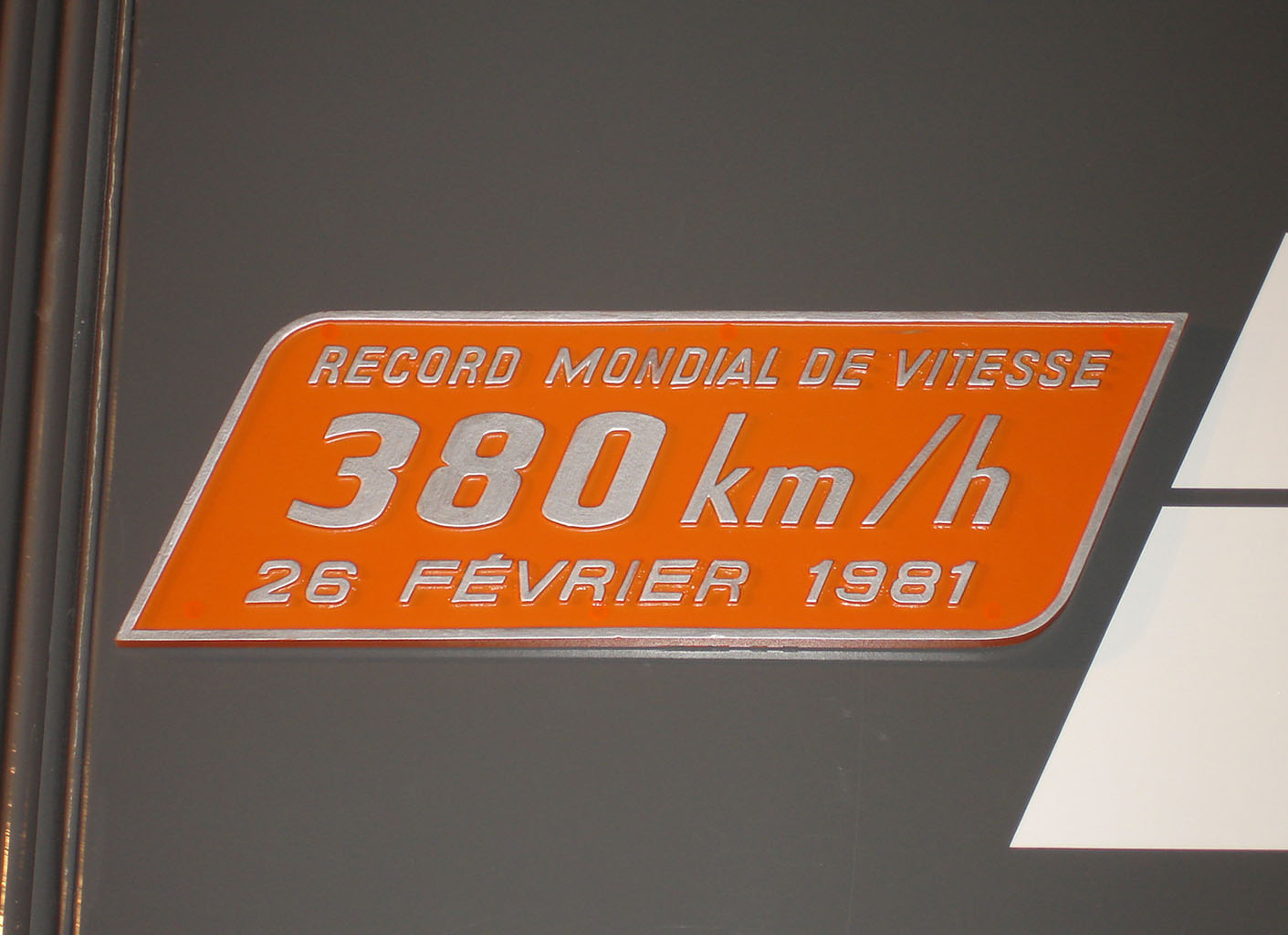
Памятная табличка о рекорде на электропоезде TGV PSE 16

В 1981 году на магистрали LGV Sud-Est проводились опытные заезды электропоезда TGV PSE 16. Целью было установление рекорда скорости в 360 км/ч (100 м/с), из-за чего программа получила условное обозначение TGV 100. TGV PSE 16 был обычным серийным электропоездом, под который были подкачены колёсные пары бо́льшего диаметра, количество промежуточных вагонов (8) при этом осталось без изменений. Напряжение в контактной сети было поднято с 25 до 29 кВ. 26 февраля во время одного из опытных заездов электропоезд достиг скорости 380,4 км/ч, тем самым установив рекорд скорости для рельсовых поездов. Этот рекорд продержался около 7 лет, пока в 1988 году его не превзошёл немецкий электропоезд ICE-V, который превысил рекорд французского электропоезда на 26,5 км/ч (406,9 км/ч).

## Галерея

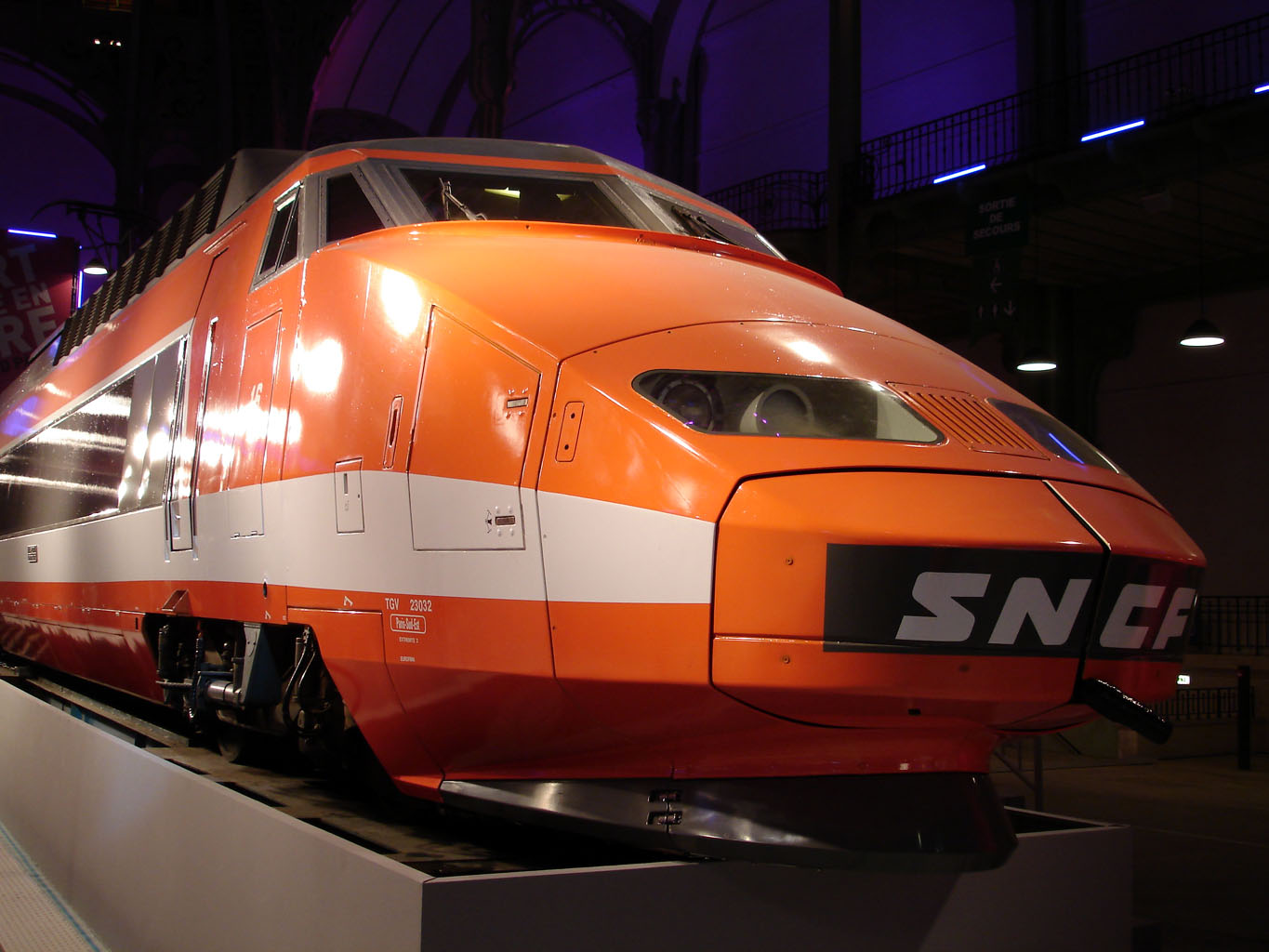
Поезд-рекордсмен в 2007 году
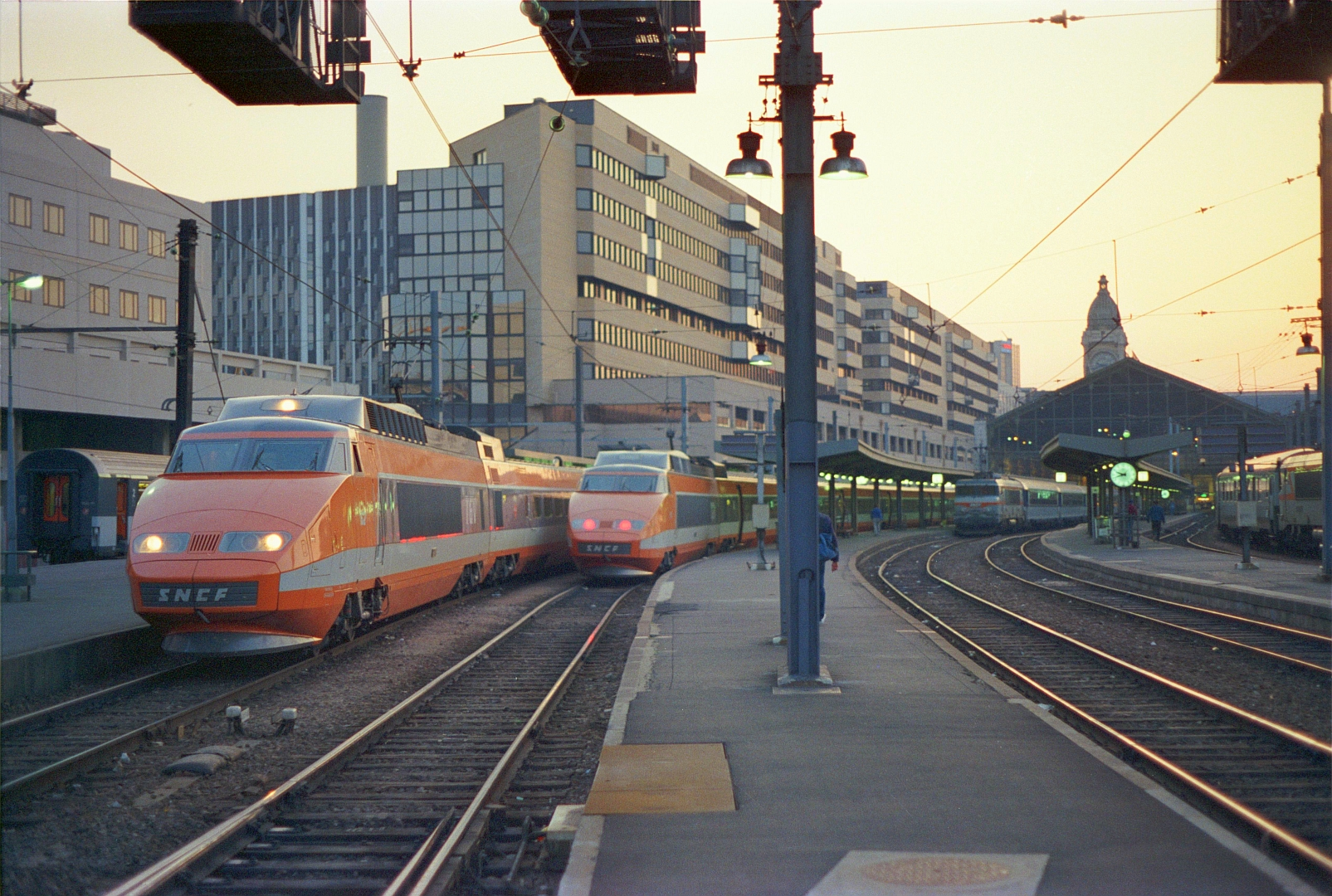
Электропоезда TGV PSE на перроне Лионского вокзала (1987 год)
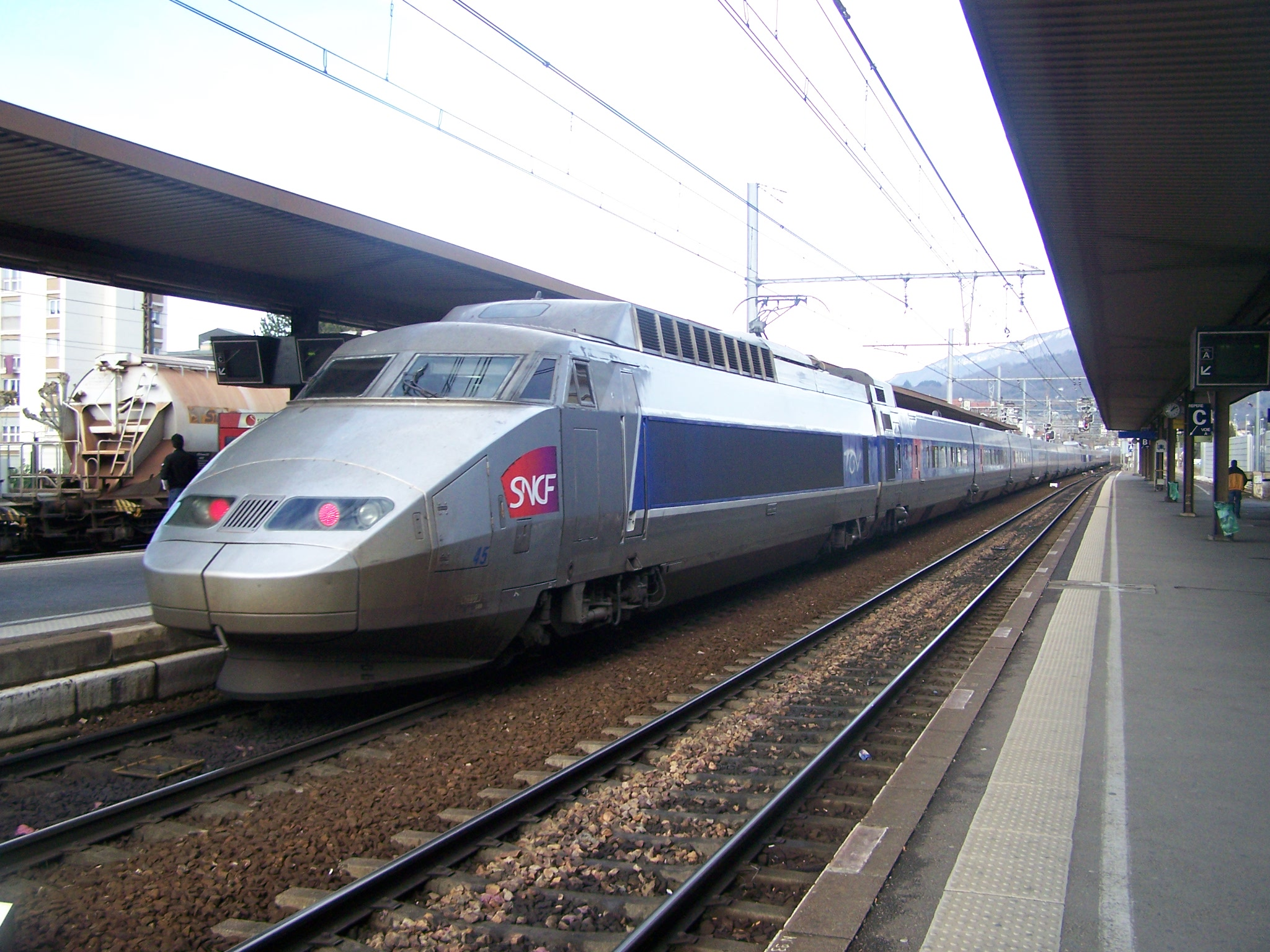
Электропоезд TGV PSE, окрашенный в серый цвет
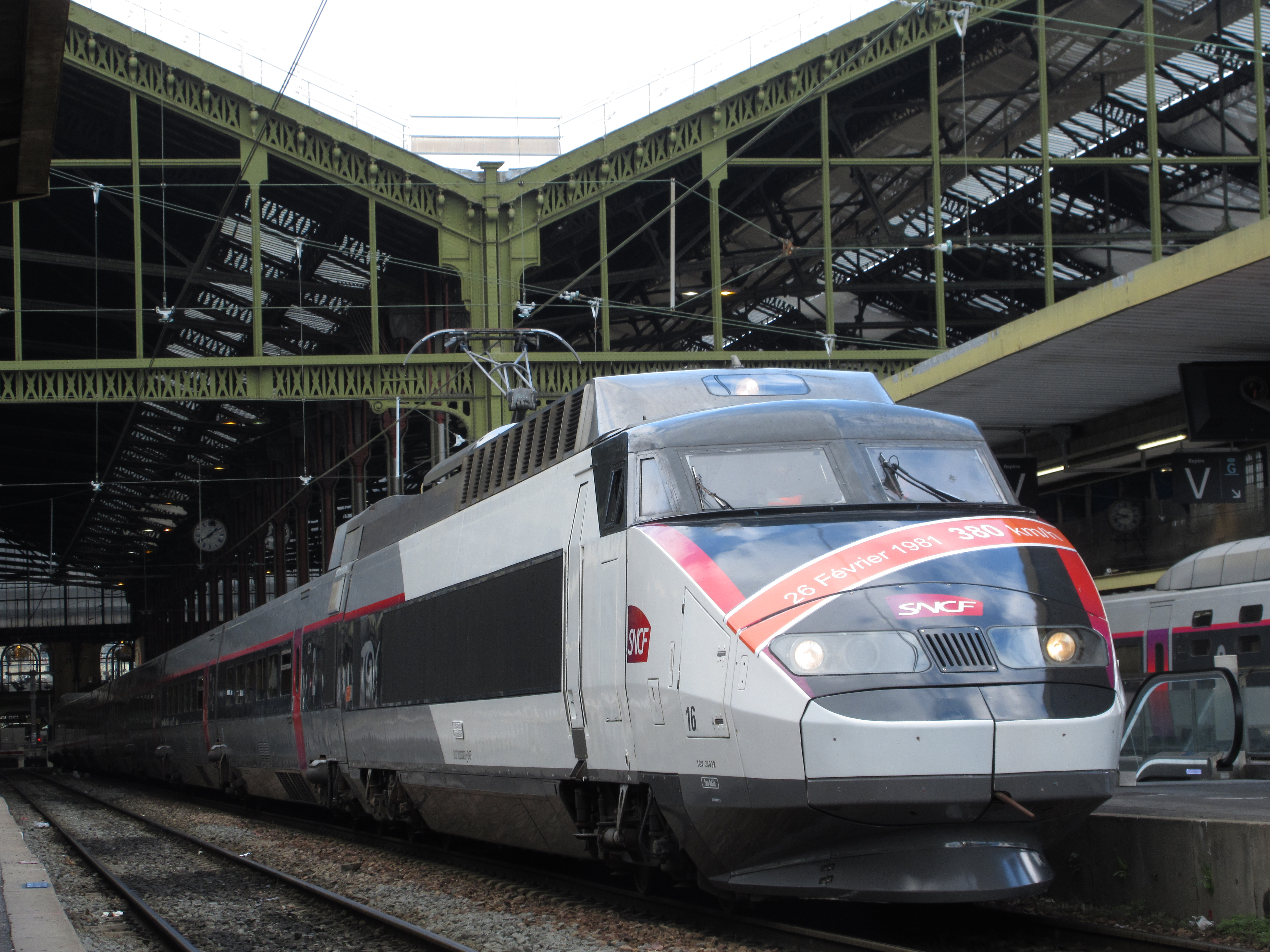
Электропоезда TGV PSE на перроне Лионского вокзала (2021 год)